# Tony (Wisconsin)
Tony è un villaggio degli Stati Uniti d'America, situato in Wisconsin, nella contea di Rusk.